# Калмыцкая степь
Калмыцкая степь — условное название степного региона площадью около 100 000 км² в низовьях реки Волга. Как часть более обширной Евразийской степи, Калмыцкая степь получила своё название после того как в XVII веке в северо-западный сектор Прикаспийской низменности перекочевали калмыки. Делится на три субрегиона: расчленённая возвышенность Ергени на западе, где появились первые поселения оседлых калмыков и русских; Прикаспийская низменность на востоке, а также т. н. «Мочаги» на юго-востоке  (калм. харогазыри).

## Территория в составе Астраханской губернии
После ликвидации автономии Калмыцкого ханства в результате миграции большинства калмыков назад в Джунгарию (1771), калмыцкая степь превратилась в один из административно-территориальных районов России, подчинённый астраханскому военному губернатору.
В Российской империи Калмыцкая степь являлась административно-территориальной единицей в составе Астраханской губернии. В свою очередь Калмыцкая степь делилась на улусы и аймаки. По состоянию на начало XX века в состав Калмыцкой степи Астраханской губернии входили Малодербетовский, Манычский (южная часть Малодербетовского улуса), Александровский (Хошеутовский), Харахусовский, Багацохуровский, Яндыко-Мочажный, Икицохуровский, Эркетеневский улусы и Калмыцкий Базар. До 1860 года в состав Калмыцкой степи входил Большедербетовский улус, переданный в состав Ставропольской губернии.
Основными жителями территории долгое время были калмыки-кочевники численностью около 120—130 тысяч человек, часть земель местами сдавалась в аренду более многочисленным «киргизам» (как тогда называли казахов) заволжской Букеевской Орды. Уже тогда местное поголовье скота доходило до 1 миллиона голов, более половины из которых составляли овцы. Земледелие в досоветскую эпоху было мало развито.
Сложившаяся к концу XIX века система управления Калмыцкой степью стала формироваться с конца XVIII века, после ухода в 1771 году большей части калмыков в Джунгарию и последовавшей ликвидации Калмыцкого ханства. Для надзора за правителями улусов стали назначаться российские чиновники - приставы. При канцелярии астраханского губернатора была учреждена особая экспедиция калмыцких дел.
На рубеже XVIII—XIX века русское правительство даже восстановило звание наместника ханства и суд Зарго, ликвидированные в 1771 году. Указом Павла I от 14 октября 1800 года  наместником ханства был назначен владелец Малодербетовского улуса Чучей Тундутов, при нём был восстановлен суд Зарго. При наместнике была учреждена должность главного пристава, на которую был назначен правительственный чиновник. Официально главный пристав считался посредником, руководителем и защитником интересов калмыцкого народа перед русскими властями. Фактически он был назначен для повседневного надзора за деятельностью наместника ханства и других калмыцких владельцев. У главного пристава были помощники — частные приставы, назначенные в каждый улус для несения полицейских обязанностей. Главный пристав подчинялся Коллегии иностранных дел.
Таким образом, власть Чучея Тундутова была существенно ограничена. Он не мог принимать важные решения без одобрения главного пристава и не пользовался авторитетом среди калмыцких владельцев. Владельцы улусов не признавали его власти над собой и не подчинялись его распоряжениям. В мае 1803 года Чучей Тундутов умер, завещав должность наместника своему сыну Эрдени-тайши. Кроме него, на должность наместника ханства претендовали и некоторые другие владельцы. Правительство не утвердило завещания Чучея Тундутова, окончательно ликвидировав ханскую власть в Калмыкии и подчинив всех калмыков общему управлению главного пристава.
10 марта 1825 года были утверждены Правила для управления калмыцкого народа. Управление калмыками было передано из Министерства иностранных дел в ведомство Министерства внутренних дел, по статусу Калмыцкая степь была приравнена к области в составе Астраханской губернии. Непосредственным представителем министерства являлся главный пристав, назначаемый и увольняемый министром внутренних дел по представлению Главноуправляющего Кавказским краем. Высшим областным органом управления стала Комиссия калмыцких дел - коллегиальный орган во главе с астраханским губернатором. Помимо губернских чиновников в состав комиссии включались представитель от владельцев улусов и представитель от калмыцкого дворянства. Комиссия имела широкий круг административно-распорядительных полномочий, а также осуществляла надзор за судом Зарго.
В 1836 году вступило в силу новое Положение, утверждённое 24 ноября 1834 года. Учрежденная в 1825 году в Астрахани Комиссия калмыцких дел была заменена Управлением калмыцким народом, главный и улусные приставы — попечителями. Дробление улусов и аймаков было запрещено. Ограничена сумма денежного сбора (албана) в пользу владельца.
Окончательно система управления сформировалась в 1847 году. По Положению 23 апреля 1847 года управление калмыками передавалось из Министерства внутренних дел в ведение Министерства государственных имуществ. Непосредственное управление калмыками поручалось управляющему Астраханской палатой государственных имуществ, который вместе с тем получал звание главного попечителя калмыцкого народа. В Астраханской палате государственных имуществ было создано специальное управление по калмыцким делам. Оно состояло из царских чиновников и одного депутата от калмыцкого народа, избираемого владельцами и аймачными зайсангами сроком на 3 года. Областной суд Зарго был упразднен, а дела, подлежавшие его компетенции, были переданы Астраханской губернской палате уголовного и гражданского суда.
В середине XIX века началось заселение Калмыцкой степи переселенцами из центральной России (так называемая крестьянская колонизация). Начало процессу колонизации положил указ императора Николая Первого о заселении дорог на калмыцких землях Астраханской губернии, изданный 30 декабря 1846 года. Согласно указу были основаны 44 станицы (впоследствии сёла - Аксай, Абганерово, Заветное, Кресты, Садовое, Торговое, Тундутово, Приютное, Ремонтное (Джурук), Караванное, Цаца, Яндыки и др.) вдоль шести пересекавших калмыцкие земли дорог. К концу XIX века большинство из данных сёл были переданы в непосредственное подчинение Черноярского и других уездов Астраханской губернии. Население таких сёл учитывалось при подсчёте населения соответствующих уездов и не учитывалось при подсчёте населения Калмыцкой степи.
Согласно переписи населения 1897 года в улусах Калмыцкой степи проживало 128 573 человека, из них (по родному языку): калмыков — 122 573, русских — 4 280. В 1907 году в Калмыцкой степи проживало 144 646 человек (77 837 мужчин и 66 799 женщин), площадь составляла 67246 квадратных вёрст.